# Geophis talamancae
Geophis talamancae là một loài rắn trong họ Rắn nước. Loài này được Lips & Savage miêu tả khoa học đầu tiên năm 1994.